# Closing the Distance
Closing the Distance è l'album di debutto della cantante norvegese Christel Alsos, pubblicato il 15 gennaio 2007 su etichetta discografica Columbia Records.

## Tracce
1. When the Light Dies Out – 3:25
2. Come Back to Me – 3:35
3. Closing the Distance – 3:34
4. Come On – 3:39
5. What You Gotta Do – 2:54
6. Someplace to Go – 3:42
7. In the End – 3:11
8. I Will Send for You – 2:13
9. Too Much – 3:51
10. Still – 5:10

## Classifiche
| Classifica (2007) | Posizione massima |
| ----------------- | ----------------- |
| Norvegia          | 3                 |